# Petchia africana
Petchia africana là một loài thực vật có hoa trong họ La bố ma. Loài này được Leeuwenb. miêu tả khoa học đầu tiên năm 1997.